# 鹿児島工業短期大学
鹿児島工業短期大学（かごしまこうぎょうたんきだいがく、英語: Kagoshima Junior College of Technology、公用語表記: 鹿児島工業短期大学）は、鹿児島県鹿児島市谷山塩屋町1030番地に本部を置いていた日本の私立大学である。1966年に設置され、1973年に廃止された。大学の略称は鹿工大（かこうだい）、鹿工短（かこうたん）。

## 概要

### 大学全体
- 鹿児島県鹿児島市に所在した日本の私立短期大学で[4]、設置主体は学校法人原田学園。
- 1学科で入学定員100名体制[5]で1966年に開学[6][注 1]。
- 1971年度の入学生を最後に[注釈 1]、1973年に短期大学としての使命を終える[注 2]。

### 教育および研究
- 鹿児島工業短期大学には電子工学科が設置されており、「数学」・「物理」・「電気」などの基礎科目のほか、「電子」・「電磁気」・「通信機器」等の諸科目があった[9]。

### 学風および特色
- 鹿児島工業短期大学は電子工業界の中堅幹部を養成することをねらいに設置された。また、南九州地方の短期大学では、唯一の電子工学科が設置されていた。教員には鹿児島大学や鹿児島県立短期大学との兼任者が多いものとなっていた。

## 入学試験について
- 当時、数学・理科（物理・「電気一般」から1科目選択することになっていた）・英語といった学科試験と面接試験により入学者を選抜していた。

## 沿革
前史
- 1955年 南九州無線電信電話専門学校が創設される。
- 1959年
  - 10月20日 学校法人原田学園が設立する[10]。
- 1960年 鹿児島電波工業高等学校が設置される。
- 1963年 鹿児島電子工業高等学校が設置される。

短期大学への改組以降
- 1966年
  - 3月18日 左記を以て文部省[注 3]より短期大学の設置が認可される[注 4]
  - 4月1日 鹿児島工業短期大学が以下の学科体制にて開学する[注 5]。
    - 電子工学科[注 7]
- 1971年
  - 4月1日 本年度をもって学生募集を終了[注釈 1][注 9]
- 1973年
  - 8月10日をもって正式に廃止[注 10][注 11]。

## 基礎データ

### 所在地
- 鹿児島県鹿児島市谷山塩屋町1030[19]。なお跡地は同じ原田学園のこまつばら幼稚園としらゆき保育園になっている。

### 当時の交通アクセス
- 鹿児島市電谷山電停から徒歩で通学することになっていた。国鉄指宿枕崎線谷山駅からでも徒歩利用が可能だったが、こちらの方が遠いものとなっていた。

### 象徴
- 鹿児島工業短期大学のカレッジマークには、当短大の略称である「鹿工大」の文字が記されている。

## 教育および研究

### 組織

#### 学科
- 電子工学科 入学定員100名[注 12]

#### 専攻科
- なし

#### 別科
- なし

#### 取得資格について
- 中学校教諭二級免許状（技術）の課程が設けられていた

## 大学関係者と組織

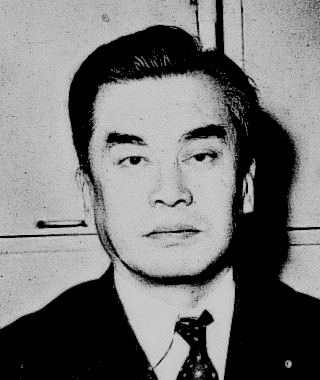
開学から閉校まで学長であった迫水久常

### 大学関係者一覧

#### 大学関係者
- 迫水久常：開学から閉学まで学長に歴任。

## 対外関係

### 系列校
- 鹿児島情報高等学校（1973年の閉校時は鹿児島電子工業高等学校）
- 鹿児島医療技術専門学校